# 氷河時代

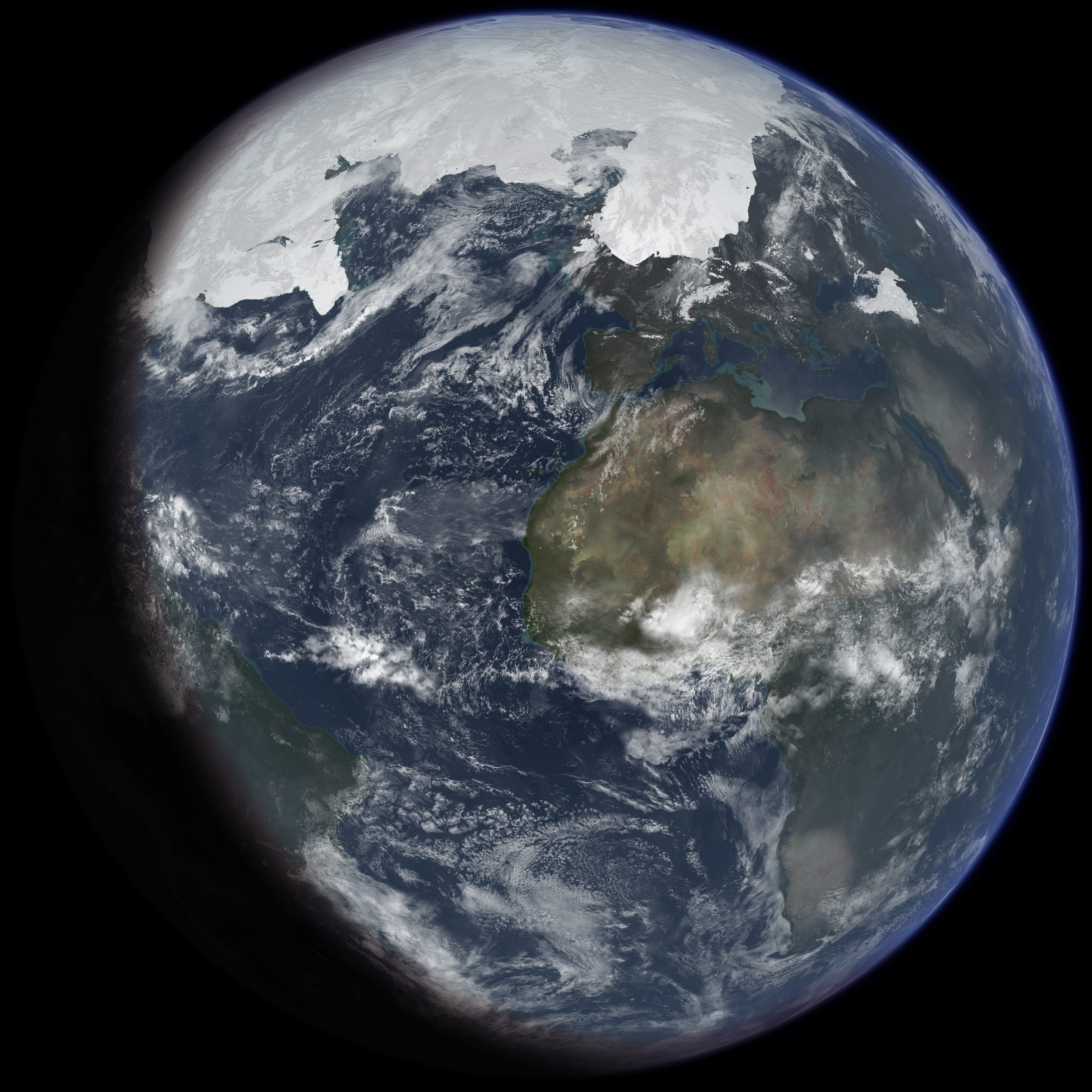
氷期最盛期の地球の氷河時代の想像図

氷河時代（ひょうがじだい、英語: ice age）は、地球の気候が寒冷化し、地表と大気の温度が長期にわたって低下する期間で、極地の大陸氷床や高山域の氷河群が存在し、または拡大する時代である。氷河学では北半球と南半球の両方において広大な氷床が存在することを示す。
長期に及ぶ氷河時代のうち、律動する個々の寒冷な気候の期間は氷期と呼ばれ、氷期と氷期の間の断続的な温暖期は間氷期と呼ばれる。
科学者たちは、地球史上の5つの重要な氷河時代を発見した。古いほうから挙げるとヒューロニアン氷河時代（今から24億年前から21億年前）、クライオジェニアン（8億5000万年から6億3500万年前）、アンデス-サハラ氷河時代（4億6000万年から4億3000万年前）、カルー氷河時代（3億6千万年から2億6千万年前）、第四紀氷河時代（260万年前-）である。→#代表的な氷河時代
第四紀氷河時代は約260万年前の更新世に始まった。それは今もグリーンランド、北極、そして南極大陸に氷床が存在していることからいえる。
なお、当項目の記述内容は、まだ立証が十分でない仮説であったり、論争が続いていたりするような内容を含む。基本的に地球の氷河時代について解説する。（末尾で
火星の氷河時代にも触れる。）

## 概説

### 用語法
氷河学的には、地球の歴史の中で、地球上に大陸並みの大きさの氷床が存在している時代を氷河時代という。地球史において、広大な氷床が南極大陸とグリーンランドに存在する現在（新生代第四紀）は氷河時代である。また、地球上に氷床がない時代を温室期というのに対し、氷河時代のことを氷室期という場合もある。氷河時代の中でも、中緯度地域まで氷河や氷床に覆われるような、特に氷河の発達した寒冷な時期を氷期という。氷期と氷期の間の温暖期で、相対的に氷河が縮小した時期を間氷期という。さらに、氷期や間氷期の間にも氷河・氷床の極大期と極小期があり、それぞれ亜氷期と亜間氷期と呼ばれる。
最近は気候変動関連の文章などで「氷期」ではなく「氷河期」という用語を使う人が増えているが、日本雪氷学会は「氷河期は氷河時代と氷期の両方の意味で使用されてきたが、混乱を避けるため、今後は氷期と同義とし、できれば本用語の使用は避け、氷期を使用するべきである」としている。一方、英語では、氷河時代を ice age, glacial age、氷期を glacial period, glaciation, glacial、間氷期を interglacial period, interglacial などと表記するが、実際には英語圏の研究者でさえ ice age と glaciation を区別せずに使う者が多いなど、使い分けが明確でない場合もみられる。

### 新生代氷河時代

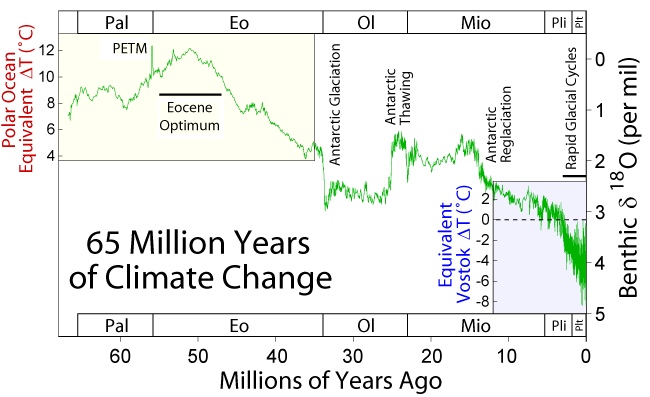
新生代の気候変化。横軸の単位は「百万年前」

新生代氷河時代（現在の氷河時代）は、始新世中期（4900万年前）から始まったとされている。その根拠は、南極での最初の氷河の存在の記録が始新世中期の陸上堆積物から確認できること、漸新世初期に南極大陸で氷床が成長を始めたことである。なお、中生代（6550万年前以前）は地球全体が温暖で、北極や南極を含めて地球上に氷床が存在しない温室時代だった。
中生代にはゴンドワナ大陸の一部だった現在の南極大陸が分裂して南へと移動を始め、やがて南極大陸が孤立したが、ドレーク海峡での海流の影響で南極環流が生じ、南極への海洋熱輸送が遮げられた。そして、南極氷床が成長するとともに、その周りの南極海の水温が下がったことで、冷たい深層海洋大循環が生じ、それが地球全体の寒冷化をもたらし、北半球の氷床形成に結びついたとする説がある。この説は新生代氷河時代に至った大まかな原理として現在では広く認められている。古第三紀と新第三紀は温暖だったけれども第四紀になって寒冷化が急激に進行したという、旧来の気候変化像は正しいとはいえず、気候の寒冷化はいくつもの段階を経て進行したと考えられている。北半球における氷床の発達の原因としては、北アメリカ－ユーラシア大陸の配置に加えて、パナマ地峡の形成による大規模な海流の変化、ヒマラヤ山脈の隆起による地球大気系の大きな変化などが提唱されている。

## 研究史
1742年にジュネーヴ在住の技師で地理学者の Pierre Martel (1706–1767) は、サヴォワのアルプス山脈にあるシャモニーの渓谷を訪れた。2年後に旅の報告書が出版され、渓谷の住民が、迷子石の散布の原因が氷河にあると考え、かつて氷河がより遠くまで広がっていたと述べたことが報告されている。後に同様の説明が他のアルプス地方の各地からも報告された。1815年に、大工でシャモア猟師の Jean-Pierre Perraudin (1767–1858) は、スイスのヴァレー州のヴァル・ド・バーニュにある迷子石は以前もっと遠くまで達していた氷河によって運ばれてきたものであると説明した。1834年には、ベルナー・オーバーラントのマイリンゲン出身の無名の木こりも、スイス系ドイツ人の地質学者ジャン・ド・シャルパンティエ (1786–1855) との議論の中で、同様のアイデアを主張した。ヴァレー州のヴァル・ド・フェレ、スイス西部のゼーラントから、そしてゲーテの科学的著作のほか、世界各地で似通った説明がなされている。バイエルンの博物学者エルンスト・フォン・ビブラ (1806–1878) が1849年から1850年にかけてチリのアンデス山脈を訪れたとき、現地の住民は、化石化したモレーンは過去の氷河作用によるものと考えたそうである。
一方では、ヨーロッパの学者たちは何が漂移性物質（迷子石など）の散布を引き起こしたのだろうかと考え始めた。18世紀の中頃から、一部の者は運搬手段の一つとしての氷河について討論した。スウェーデンの鉱山技師 Daniel Tilas (1712–1772) は、1742年に、スカンディナビア地方とバルト地方の迷子石の存在を説明するために海氷の漂積を提案した最初の人物だった。1795年にスコットランドの哲学者で博物学者のジェームズ・ハットン (1726–1797) は、アルプス山脈の迷子石は氷河の作用によるものだと説明した。それからおよそ20年後の1818年、スウェーデンの植物学者ヨーラン・ヴァーレンベリ (1780–1851) は、スカンディナビア半島の氷河作用の理論を発表した。彼は氷河作用を地域的な現象と考えた。
そのわずか数年後、デンマーク系ノルウェー人の地質学者イェンス・エスマルク (1762–1839) は、一連の世界規模の氷河時代について主張した。1824年に発表した論文の中で、エスマルクは気候変動が氷河時代の原因であると提唱した。彼は氷河時代が地球軌道の変化から生じたということを示そうとした。それから数年の間に、エスマルクの発想は、スウェーデン、スコットランド、ドイツの科学者らに分けて討論され、引き継がれた。ノルウェーの氷河学者ビョルン・G・アンデルセン (1992) の批評によると、エディンバラ大学のロバート・ジェイムソン (1774–1854) はエスマルクのアイデアに対して比較的好意的だったようだという。スコットランドの古代の氷河についてのジェイムソンの所見は、ほとんどおそらくエスマルクに刺激されたものだった。ドイツでは、ドライスィヒャッカーのアカデミーで森林学の教鞭をとっていた地質学者のラインハルト・ベルンハルディ (1797–1849) が、テューリンゲン南部の都市マイニンゲンでの観察研究により氷河時代の存在を示す証拠が具体化されたことで、エスマルクの学説を受け入れた。1832年に発表した論文の中で、ベルンハルディはかつての極地の氷原について、温帯のドイツ中部にまで進出していたと推測した。
1829年、これらの討論とは独立して、スイスの民間技師イグナス・ベネツ (1788–1859) は、アルプス山脈とその近くのジュラ山脈および北ドイツ平原の迷子石の散布の原因は巨大な氷河にあると説明した。彼がスイス自然科学協会でこの論文を発表したとき、ほとんどの科学者はそれに懐疑的だったが、とうとうベネツは友人のジャン・ド・シャルパンティエを納得させた。シャルパンティエはベネツのアイデアをアルプス山脈に限定した氷河時代説に変容させた。彼の考えはヴァーレンベリの学説に似ていた。事実、2人は地球史について、同じ火山仮説を共有していたが、シャルパンティエの場合はむしろ火成説を支持していた。1834年にシャルパンティエはスイス自然科学協会で論文を発表した。その間に、ドイツの植物学者カール・フリードリヒ・シンパー (1803–1867) は、バイエルンの高山地方の迷子石の表面に生える蘚類（コケ）を研究していた。彼は、そのような多くの石はどこからやって来たのだろうかと考え始めた。1835年の夏に、彼はバイエルン・アルプスを回遊した。シンパーは、氷河は高山地方の迷子石の運搬手段だったに違いないとの結論に達した。1835年から1836年にかけての冬に、彼はミュンヘンで講演した。シンパーはその時、寒冷な気候と凍った水で全球が覆い尽くされた時代 ("Verödungszeiten")  があったに違いないと仮定した。シンパーは1836年の夏を、大学時代の友人であるルイ・アガシー (1801–1873) とジャン・ド・シャルパンティエと共に、スイス・アルプスのベーに近い Devens で過ごした。シンパーとシャルパンティエ（このほかにベネツを含むかもしれない）は、アガシーに地球が氷河で覆われた時代があったことを納得させた。1836年から翌年にかけての冬に、アガシーとシンパーは一連の氷河時代説を展開した。彼らは主に、先行するベネツとシャルパンティエの論に頼りつつ、彼ら独自の野外調査も取り入れた。アガシーは当時既にベルンハルディの論文を熟知していたとみられる。1837年の初頭に、シンパーは氷河の時代を表す "Eiszeit" （「氷河時代」の意）という術語を新造した。1837年7月24日にヌーシャテルで開かれたスイス自然科学協会の年次総会の講演で、アガシーは彼らの学説を総合して、ジュラ山脈近くで見つかる迷子石は氷河時代の広大な氷床によって運ばれたのだとする氷河時代説を発表した。聴講者はこれにかなり批判的で、気候史に関する当時の定説の見解と矛盾していたこともあって、一部にはこの新説に反対する者もいた。同時代のほとんどの科学者らは、地球はその誕生時の溶融状態から徐々に冷却されてきたのだと考えていた。
この拒絶を乗り越えるために、アガシーは地質学的野外調査に着手し、実際にジュラ山脈にまで足を運んだ。彼は1840年に "Études sur les glaciers" （『氷河の研究』）と題した本を出版した。シャルパンティエは、自身もアルプス山脈の氷河時代についての本を出す準備をしていたため、これに気を悪くした。アガシーに深く掘り下げた氷河の研究を紹介したのはシャルパンティエ自身だったのだから、アガシーはシャルパンティエの優位を認めるべきだったと感じていた。それだけでなく、アガシーは、個人的な口論の結果として、自著の中でシンパーに一切言及しなかった。
全てまとめて、氷河時代説が科学者らに完全に受け入れられるようになるまでには数十年を要した。これは、氷河時代の原因についての信頼できる説明をした1875年の "Climate and Time, in Their Geological Relations" の出版を含む、ジェームズ・クロールの研究に続いて、1870年代後半に国際的な規模で受容が進んだ。
ただし、この最初の段階で研究されたのは現在の氷河時代の中で過去数十万年に起こった氷期（今でいう第四紀氷河時代の氷期の一部）についてである。新生代よりも古い時代に存在したとされる氷河時代の形成過程の詳細については、2011年現在も未だ明らかにされていない。

## 証拠
氷河時代の存在を示す証拠は主に地質学的証拠、化学的証拠、古生物学的証拠の3種類ある。
地質学的証拠は、岩が磨かれたり削られたりした跡（擦痕）や、そのような侵食作用を受けてきた独特の形状の岩（羊背岩など）、氷河末端や縁辺に堆積した角礫（モレーン）、独特の氷河地形（ドラムリン、氷河谷など）、ティル（氷礫土）やティライト（氷礫岩）等の氷河性堆積物など、様々な形で得られる。しかし、繰り返し起こる氷河時代が、それ以前の氷河時代の地質学的証拠を変形・消去することで、解釈を難しくしている。その上、これらの証拠は正確に年代を特定するのが難しく、初期の学説では、間氷期と比べると氷期は短かっただろうと考えられていた。海底堆積物コアと氷床コアの採取・解析による研究手法が出現すると、氷期は長く、間氷期は短いという、真の状況が明らかになったが、それでも現在の理論に到達するまでには時間がかかった。
化学的証拠は、主として堆積物や堆積岩および海底堆積物コアに含まれている化石中の同位体比の変化から得られる。直近の氷期の氷床コアについては、それに含まれる気泡から得られる氷および大気のサンプルから、気候プロキシ（代替指標）を提供する。重い同位体を含んでいる水ほど蒸発熱が大きいため、より寒冷な環境ではその割合は減少する。これにより温度記録が構築される。しかし、この証拠は同位体比に記録された他の要因によって混乱させられることがある。
古生物学的証拠は、化石の地理的分布の変化から得られる。氷期の間は、寒冷な気候に適応した生物が低緯度地域に分布し、温暖な環境を好む生物は絶滅するか、または低緯度地域でかろうじて生き長らえるかである。この証拠も、次のような要件が整わないと解釈するのは難しい。まず、堆積物のシーケンスが長い期間にわたり、広範囲の緯度に及び、そしてそれらを容易に相互に関連づけられること。次に、古代の生物が数百万年の間、変化することなく生き延び、それらの生物の温度選好が容易に診断できること。最後に、重要な関連のある化石が発見され、報告されていること。
これらの数々の困難が伴うにもかかわらず、氷床コアと海底堆積物コアの分析は、過去数百万年にわたる氷期と間氷期の存在を示している。これらもまた、モレーン、ドラムリン、迷子石のような、氷河時代と大陸地殻現象との連関を裏付けている。それゆえに、大陸地殻現象は、氷床コアと海底堆積物コアが入手可能な時間範囲よりもはるかに早い時期に形成された地層で発見された、初期の氷河時代の存在を示すもっともな証拠として受け入れられている。

## 代表的な氷河時代
地球上では、過去に少なくとも5回の大きな氷河時代があった。それらは、ヒューロニアン氷河時代、クライオジェニアン、アンデス－サハラ氷河時代、カルー氷河時代、そして第四紀氷河時代である。これらの時代のほかは、地球は高緯度地域でさえ氷結していなかったと思われる。
ヒューロニアン氷河時代

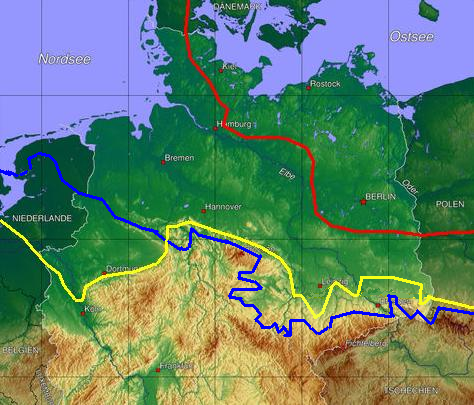
ドイツ北部とその周辺の氷河時代の地図（赤線：ヴァイクセル氷期の極大期の氷河の南限、黄線：ザーレ氷期の極大期の南限、青線：エルスター氷期の極大期の南限）

ヒューロニアン氷河時代は原生代初期、約22億年前の氷河時代であり、低緯度氷床の存在を示す古地磁気学的証拠が残っている。最初期の確立した氷河時代から存在している岩石群は、ヒューロニアンと呼ばれ、およそ24億年前から21億年前の原生代初期に形成されたと考えられている。数百キロメートルの長さのヒューロニアン超層群はヒューロン湖の北岸の北10–100 kmに露出しており、スーセントマリー付近から延びている。ヒューロン湖の北東、マリーからサドバリーにかけては、石化したティル（氷礫土）の巨大な層とともに、ドロップストーン（氷河で運搬され、氷河が解けたときに落下して堆積した大きな石）、ヴァーブ（氷縞粘土）、アウトウォッシュ（融氷流水堆積物）、磨き削られた基盤岩がある。相関関係のあるヒューロニアン堆積物はミシガン州マーケットの近くで発見され、西オーストラリア州から見つかった古原生代の氷成堆積物と相関関係が成立した。
クライオジェニアン
これまでに十分裏づけされてきた氷河時代の中で、過去10億年の間でおそらく最も厳しかったものは、8億5000万年前から6億3000万年前（クライオジェニアン）に起きた。このときは氷床が赤道まで達し、スノーボールアース（雪玉地球、全球凍結）を作り出したとされる。スノーボールアースは火山によって作り出された温室効果ガス（二酸化炭素（CO2）など）の蓄積により終焉を迎えたのかもしれない。「大陸氷床と海上の流氷の存在は、ケイ酸塩の風化と光合成の両方を抑制しただろうが、それらは現在CO2の二つの大きな溜まり場である。」この氷河時代の終結は、続いて起きたエディアカランとカンブリア爆発を招いたといわれているが、この説はまだ新しく、現在も論争の的である。
アンデス－サハラ氷河時代
アンデス－サハラ氷河時代はヒルナンシアン氷河期とも呼ばれ、古生代の4億6000万年前から4億2000万年前、オルドビス紀後期とシルル紀に存在した。
カルー氷河時代

過去500万年間の氷期・間氷期の変動を示す堆積物の記録（横軸の単位は「百万年前」）

カルー氷河時代は、デボン紀の始まりに起きた陸上植物の進化により、長い期間にわたって地球上の酸素濃度が増加し、CO2濃度が減少した結果とされる。カルー氷河時代の名は南アフリカのカルー地方で見つかった氷河性漂礫土に因み、同地方でこの氷河時代の存在を示す証拠が初めてはっきりと同定された。石炭紀とペルム紀初期の間の3億6000万年前から2億6000万年前まで、ある程度の間隔を置きつつも極地の氷冠が南アフリカまで広がっていた。相互に関係する堆積物は、アルゼンチンから、また古代の超大陸ゴンドワナ大陸の中心にあったことがわかっている。
第四紀氷河時代
現在の氷河時代である第四紀氷河時代は更新世（約258万年前から）に始まり、北半球の氷床が拡大し始めた。それ以来、地球では4万年と10万年の時間スケールで周期的に氷床の発達と後退を繰り返してきており、これらは氷期と間氷期、あるいは氷床拡大期や氷床後退期などと呼ばれる。地球は現在、間氷期にあり、最後の氷期（最終氷期）は約1万年前に終わった。その大陸氷床で現在まで残存しているのは、グリーンランド氷床と南極氷床、およびバフィン島にあるような比較的小規模な氷床である。

## 氷期と間氷期

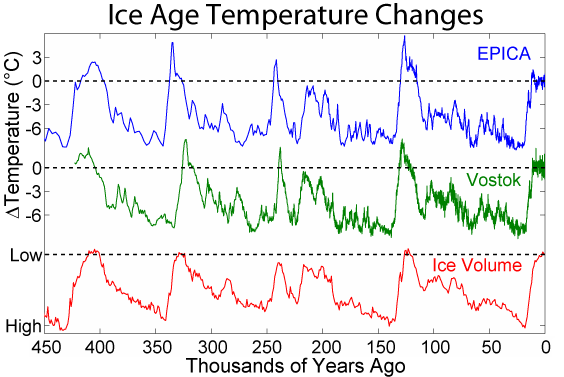
最近の氷期・間氷期と関連する温度変化および氷床の体積変化のパターン（横軸の単位は「千年前」）

氷河時代の間でも（少なくとも現在の氷河時代では）気候が比較的温暖な時期と寒冷な時期がある。より寒冷な時期は氷期、より温暖な時期は間氷期と呼ばれ、氷期と間氷期が約10万年周期で交互に訪れてきた。
氷期は、地球のほとんどを覆う寒冷化・乾燥化していく気候と、両極地方から低緯度地域に向かって拡大する大陸氷と海氷の塊に特徴づけられる。氷期でなければ氷床に覆われていなかったはずの地域の山岳氷河は、標高のより低い方へ広がる。これは雪線がより低くなるためである。海水準は氷冠の海水面の上で大量の海水が凍結して海水量が減るために低下する。また、海洋循環のパターンが氷河作用により乱されていることを示す証拠もある。北極地方と南極地方で重大な大陸氷河作用があったので、我々は現在、氷河時代の極小期にいる。そのような氷期の極大期と極大期の間の時期は間氷期として知られている。氷期と間氷期は、ミランコビッチ・サイクルと呼ばれる地球の公転軌道の周期的変化とも合致していた。
この約11,700年間、地球は完新世として知られる間氷期（ないし後氷期）にあり、2004年に科学誌 Nature に掲載された記事は、現在の間氷期は28,000年間続いた以前の間氷期に最も類似しているかもしれないことを論じている。軌道強制力の変化の予測によれば、次の氷期が始まるのは、人為的な地球温暖化がないとしても、少なくとも今から5万年後になるだろうと示唆されている。さらに、化石燃料の集約的利用が続く限り、増加した温室効果ガスに由来する人為的強制が地球の軌道強制力よりも重大な影響を及ぼすかもしれない。

## フィードバック過程
各氷期は、より厳しい気候をもたらす正のフィードバックと、気候を和らげて（これまでの全ての事例にみられたように）氷期を終わらせる負のフィードバックの影響を受けやすい。

### 正の効果
雪氷は地球のアルベド（反射能）を増大させ、太陽エネルギーの多くを反射し、あまり吸収しない。したがって、気温が低下すると、雪氷原が成長し、正のフィードバック効果は、負のフィードバック機構との競合で地球システムを平衡状態に至らせるまで続く。また、氷床の拡大がもたらす森林の減少がアルベドを増大させる。
1956年に Ewing と Donn が提唱した別の理論は、氷のない北極海は高緯度地域の降雪量を増やすという仮説である。低温の氷が北極海を覆うとき、海面からはほとんど蒸発または昇華せず、降水量の点では極地方はかなり乾燥した状態にあり、その降水量は中緯度の砂漠地帯と同等である。この少ない降水量により、夏季には高緯度地域に降った雪が解ける。氷のない北極海は長い夏の間に太陽放射を吸収し、より多くの海水を蒸発させることで北極地方の大気中の水蒸気量が増す。降水量が多いと、この雪の一部は夏の間に解けることはないかもしれないため、より標高と緯度の低い地域で氷河が形成されることがあり、上述したアルベドの増大により、陸上の気温は下がる。さらに、この仮説によると、海洋の流氷の欠乏によって北極海と北大西洋との間で海水の交換が増加することで、北極海は温められ、北大西洋は冷やされる。温暖化サイクルの間に北大西洋に淡水が流れ込むことは、地球の海洋大循環を減少させるかもしれない。メキシコ湾流の影響の減少による海洋循環の減少は、北ヨーロッパに及ぼす冷却効果があるだろうとされ、夏の間も保持される低緯度地域の雪の量が増えることになるだろうと考えられている。また、氷河拡大期には氷河はセントローレンス湾を通って流れ下り、メキシコ湾流をせき止めるほど遠くまで北大西洋に広がるかもしれないことも示されている。

### 負の効果
氷期に形成される氷床はその真下にある陸地を侵食する。すると、やがて海水面より上にある陸地の面積は減り、氷床の形成を可能とするスペースも減少していくことになる。これはアルベドのフィードバックを和らげるばかりでなく、氷床の形成に伴う海水準の低下も引き起こす。
もう一つの要因は氷河最拡大期と共に起こる乾燥状態が増すことで、氷河を維持するために使われる降水量が減少する。この要因または他の何らかのプロセスによって誘発される氷河の後退は、氷河の拡大に関して類似する逆のポジティブフィードバックによって強められ得る。
Nature Geoscience 誌上で発表された研究によれば、人間の排出した二酸化炭素 (CO2) は次の氷期の到来を遅らせる。研究者らは地球の軌道のデータを使って、歴史上の温暖な間氷期が現在の間氷期とほとんど同じように見えることを突き止め、ここから次の氷期が通常なら1500年以内に始まるだろうと予測している。さらに続けて研究者らは、二酸化炭素の排出量がかなり多いために、次の氷期はやって来ないだろうとも述べている。

## 原因
氷河時代の原因は、大きなスケールの氷河時代の期間についても、氷河時代の期間内で繰り返す比較的小さな氷期・間氷期についても、完全に解明されてはいない。氷河時代の原因に関する一致した見解は、いくつかの要因が重要だということである。それらの要因とは、大気の組成、地球の公転軌道の変化（ミランコビッチ・サイクル）、プレートの動き、太陽の出力変化、地球－月系の軌道の相互関係、火山活動の影響などである。
これらの要因のいくつかは互いに影響を及ぼし合う。例えば、地球の大気組成（特に温室効果ガスの濃度）の変化は気候を変えることがある一方、気候変動自体も大気組成を変化させることがある（例えば、大気中のCO2と反応する風化作用による変化）。
アメリカのモーリーン・レイモとウィリアム・ラディマンとその他の古気候学者たちは、チベット高原とコロラド高原は、全地球の大気中に含まれるCO2を除去できるだけの能力を持つ、膨大なCO2の「排気浄化装置」 ("scrubbers") であり、4000万年続く新生代寒冷化の傾向の原因となる重大な要素であるとする仮説を提唱している。さらに、両高原の隆起（およびCO2の排気浄化能力）のおよそ半分は、過去1000万年の間に発生したと主張している。

### 大気組成の変化
氷河時代の始まりに温室効果ガスの濃度が急激に下がり、氷床が後退する間に濃度が上昇したことを示す証拠があるが、その因果関係を立証するのは難しい。温室効果ガスの濃度は、氷河時代の原因として提唱されている大陸の移動や火山活動など、他の要因の影響を受けているかもしれないからである。
スノーボールアース（全球凍結）仮説では、原生代後期の厳しい凍結は主に火山に由来する大気中のCO2濃度の上昇により終わったとされ、この仮説の支持者の中には、全球凍結は最初の段階で大気中のCO2の減少により引き起こされたと主張する者もいる。この仮説は将来のスノーボールアース化を警告している。
2009年には、日射量の変化が氷河時代以後に地球が温暖化する初期の要因となることを示す更なる証拠が示され、第二の要因として変化の規模の原因は温室効果ガスの増加にあることが挙げられた。

#### 人為的変化
ある2012年の研究報告では、恐竜は消化作用の過程で、現在人間が放出するメタンと同等の量のメタンを放出したであろうことが分かり、それは1億5000万年前にかなり温暖な気候をもたらした一つの要因だったかもしれないことが示された。
アメリカの古気候学者ウィリアム・ラディマンは原始人新世仮説を提唱している。その仮説によれば、人新世とは、人類の活動が最初に地球の気候と生態系に重大な地球規模の影響を及ぼし始めた、地球史の中で最も新しい時代を指していうのだが、それは工業時代を迎えた18世紀に始まったのではなく、8,000年前に遡って、我々の祖先の集中した農業活動によって始まったのだという。ミランコビッチ・サイクルの周期的パターンに続いて、大気中の温室効果ガスの濃縮が止まったのもその頃だった。ラディマンは自説の中で、初期の氷期はおそらく数千年前に始まったであろうが、その予定されていた氷期の到来は、初期農耕民の活動によって阻止されたのではないかと述べている。また、農耕によって、産業革命までに0.8℃気温が上昇したと見積もられている。
2008年12月17日に開かれたアメリカ地球物理学連合の会合で、科学者たちは議論の余地のある意見を支持する証拠について詳しく述べた。その意見とは、アジアにおける大規模な稲作農業の導入が、ヨーロッパにおける大量の森林伐採と相まって、過去1000年間にわたり、大気中に相当な量の温室効果ガスを排出したことによって、世界の気候を変え始めたというものである。それとは逆に、温暖な大気が海洋を温めることで、海水中に吸収される二酸化炭素の吸収効率が大幅に下がって地球温暖化を強化することになり、新しい氷河時代の開始を阻止する可能性がある。

### 大陸の配置
地質学的記録は、氷河時代は赤道から両極へと向かう暖流を止めるか減少させる位置に大陸があるときに始まり、それゆえに氷床が形成されることを示しているようである。氷床は地球のアルベドを増大させ、それによって太陽放射の吸収を抑える。吸収される太陽放射が少ないと大気は冷える。冷えることで氷床が成長し、さらに反射能を増大させて正のフィードバック循環に入る。氷河時代は風化が減少して温室効果ガスが増加するまで続く。
赤道から両極へと向かう暖かい海水の流れを止めるか減少させるような位置を取る大陸として知られているものは3つある:
- 極地に居座る大陸（例：今日の南極大陸）
- ほぼ陸地に囲まれている極地の海（例：今日の北極海）
- 赤道のほとんどを覆う超大陸（例：クライオジェニアン期のロディニア大陸）

今日の地球には南極を覆う大陸があり、北極の海がほぼ陸地に囲まれているので、地質学者は、地質学的に近い将来、地球は再び氷期を経験することになるだろうと信じている。
ヒマラヤ山脈は現在の氷河時代の主な要因であると信じている科学者もおり、その理由は、ヒマラヤの山々が地球の総雨量を増加させていることで、大気中の二酸化炭素が洗い流され、その温室効果を減少させているというものである。ヒマラヤ山脈の形成はインド・オーストラリアプレートがユーラシアプレートと衝突した約7000万年前に始まった。インド・オーストラリアプレートは今も年に67 mmずつ北上しているため、ヒマラヤ山脈は年に5 mm程度のペースで隆起を続けている。ヒマラヤ山脈の歴史は4000万年前の始新世中期以来の地球の平均気温の長期的な低下とだいたい一致する。

### 海流の変動
古気候レジームの一因となるもう一つの重要な要因は海流の変動で、海流は大陸の位置、海水準及び塩分濃度、その他の要因によって変動する。海流には気候を冷却する能力（例：南極氷床の形成を促進する）と加熱する能力（例：冷帯気候とは対照的にブリテン諸島を暖める）がある。およそ300万年前のパナマ地峡の閉塞により、熱帯の大西洋と太平洋の間の海水の交流・交換が止まり、現在の北アメリカを覆う強い氷河作用の時代の到来を告げることとなった。
海流の変動によって最近の氷期振動をうまく説明できると示唆する分析結果もある。最終氷期の間、主として北半球の氷床では、海水準は20–30 m変動し、海水が隔離された。氷が集まり、海水準が十分に下がると、ベーリング海峡を通る流量は減少し、北大西洋からの流量が増大する結果となった。これは大西洋の熱塩循環を再編成し、北極地方への熱輸送量を増加させ、極地に蓄積された氷を融解して他の大陸氷床を減少させた。これによる海水の放出によって海水準は再び上昇し、北半球の氷床の蓄積に付随して、太平洋からの冷たい海水の進入が取り戻された。

### チベット高原の隆起
ドイツの地理学者マティアス・クーレの氷河時代の発達に関する地質学的理論は、氷河時代（最終氷期最盛期）中のチベット高原を覆う氷床の存在によって示されていた。クーレによると、プレートテクトニクスにより隆起して雪線を越えたチベットは、約240万km2の表面が裸地から70%を超えるアルベドを有する氷の高原へと変化した。宇宙へのエネルギーの反射は地球寒冷化の原因となり、更新世の氷河時代の引き金となった。チベット高原は亜熱帯の緯度に位置しているため、高緯度地域の4倍から5倍ほどの日射量がある。地球上で最も強い加熱面だったであろう表面が冷却面に変わったといえる。
クーレは地球の軌道の変化による10万年単位の放射サイクルの変化によって間氷期を説明する。この比較的軽微な温暖化は、上積氷の荷重による北欧の内陸の氷域とチベットの高度の低下と相まって、度々内陸の氷域の氷を完全に解かした。

### 地球の軌道の変化

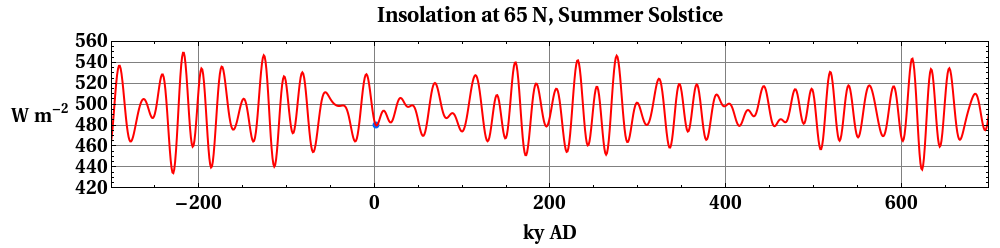
夏至点の北緯65度における1日あたりの大気上端の平均日射量の変化

ミランコビッチ・サイクルは、太陽の周りを公転する地球の軌道にみられる特徴で、公転軌道や自転軸の一連の周期的な変化を指す。それらの変化は日射量を変化させるが、各サイクルは異なる長さを持つため、ある時はそれらは互いに効果を強め合い、またある時は（部分的に）相殺され、日射量の変化は複雑な曲線で表示される。
ミランコビッチ・サイクルが氷河時代の中で氷期と間氷期の発生に影響を及ぼすことには有力な証拠がある。現在の氷河時代は、特に最近40万年間については、詳しく研究され、最もよく理解されているが、それは大気組成及び温度指標と氷体積を記録している氷床コアの対象とする期間だからである。この期間内において、ミランコビッチの軌道強制力の期間と氷期/間氷期の振動数の一致が非常に近いので、軌道強制力は一般的に受け入れられている。太陽からの距離の変化（軌道離心率）、地軸の歳差運動、及び地軸の傾き（軌道傾斜角）の変化が複合して、地球が受ける日射量が変化している。特に重要なのは地軸の傾きの変化で、季節ごとの気候の激しさに強い影響を与える。たとえば、7月の北緯65度での太陽放射フラックスの量は22%ほどの割合（450 W/m²から550 W/m²）で変動する。夏があまりに涼しくなると、前の冬に積もった雪を全て解かすことができなくなるため、氷床が発達することは広く信じられている。軌道強制力は弱すぎるので氷河の形成の引き金になることはないと信じる者もいるが、CO2のようなフィードバックの仕組みでこの不一致を説明できるかもしれない。
ミランコビッチ強制力が地球の軌道要素の周期的変化は氷河の記録で表現できると予測する一方で、氷期－間氷期のタイミングにおいてどの周期が最も重要だと認められるかを説明するためには追加の説明が必要である。特に、過去80万年の間、氷期－間氷期振動の卓越周期は10万年であり、それは地球の軌道離心率と軌道傾斜角の変化に合致する。けれども、これはミランコビッチが予測した3つの振動数の中では最も弱い。300万年前から80万年前までの間は、優勢な氷河形成のパターンは41,000年という地球の赤道傾斜角（自転軸傾斜角）の変化に合致する。ある振動数が他の振動数に対して優勢であることの理由はあまり理解されておらず、現在研究の活発な分野であるが、その答えはおそらく地球の気候系における何らかの共鳴の形と関係するだろうと考えられている。最近の研究成果は、増加した南極の海氷による10万年周期の優勢が全体の日射反射率を増大させていることが原因であると示唆している。
従来のミランコビッチの説では、10万年周期の支配的な時期が過去8回あったことの説明が難しい。アメリカの物理学者の Richard A. Muller や Gordon J. F. MacDonald らは、それは地球の軌道の計算が2次元的な手法に基づいているからであり、3次元的な解析を行えば、軌道傾斜角にも10万年周期が現れると指摘している。彼らは、太陽系のダストバンドと地球の軌道との交差が影響している可能性を提示しながら、これらの軌道傾斜角の変化が日射量の変化を導いているのだと述べている。これらは従来提唱されてきたメカニズムとは異なるものだが、計算結果は「予言されていた」最近40万年間について得られているデータとほぼ同じ結果を示している。この Muller と MacDonald の理論に対しては、気候学者の Jose Antonio Rial から反論されている。
古気候学者のウィリアム・ラディマンは、10万年周期をもっともらしく説明するモデルとして、歳差運動（26,000年周期）に対する離心率の変調効果（弱い10万年周期）が、41,000年周期と26,000年周期で起こる温室効果ガスのフィードバック効果と結びついたという説明をしている。けれども、Peter Huybers が提案した別の理論では、41,000年周期は常に優勢なのであるが、地球は現在、2番目か3番目の周期だけでも氷河時代の引き金となり得る気候モードに入っているのだと主張している。これは10万年の周期性が実は8万年と12万年の周期が平均されたことによって作り出された錯覚ではないかと暗に示している。この理論は、Didier Paillard によって提唱された、単純な実験に基づく多状態モデルと一致している。Paillard は、更新世後期の氷期のサイクルは3つの準安定的な気候の状態の間の飛躍としてみることができると説明している。それらの飛躍が軌道強制力に誘発されたのに対し、更新世前期には41,000年周期の氷期はたった2つの気候状態の間の飛躍から結果として生じたとしている。この振る舞いを説明する力学モデルは Peter Ditlevsen によって提唱された。これは、更新世後期の氷期の周期は離心率の「弱い10万年周期」が原因ではなく、主として41,000年の自転軸傾斜角の周期に対する非線形の応答であるとする説に裏付けられるものである。

### 地球磁場の変動
また、地球磁場の変動と気候変化の相関性が指摘されている。地磁気が弱まることにより、それまではローレンツ力によって弾かれていた宇宙線の大気圏内への入射量が増え、粒子の飛跡が電離して、それを核として大気圏内の過冷却水蒸気が凝結して雲の形成が増加し、加速度的に寒冷化すると考えられる。

### 火山作用
火山の噴火は氷河時代の開始や終焉の一因となったかもしれない。古気候のある時期には、二酸化炭素の濃度は今日の2倍ないし3倍はあったと考えられている。火山と大陸プレートの動きは、大気中に含まれる大量のCO2の一因だった。地球全体の気温が最も高かった時期では火山由来の二酸化炭素がおそらく気温上昇に影響を及ぼしただろうと考えられる。ある暁新世始新世境界温暖極大期の学説では、海底火山はクラスレート由来のメタンを放出し、そうして大規模で急速な温室効果の増大が生じたのだと説明されている。そのような噴火がタイミングよく起きたことを示す地質学的証拠は見つかっていないようであるが、それをもって火山の噴火が発生しなかったことを証明するものではない。

## 氷河作用の影響

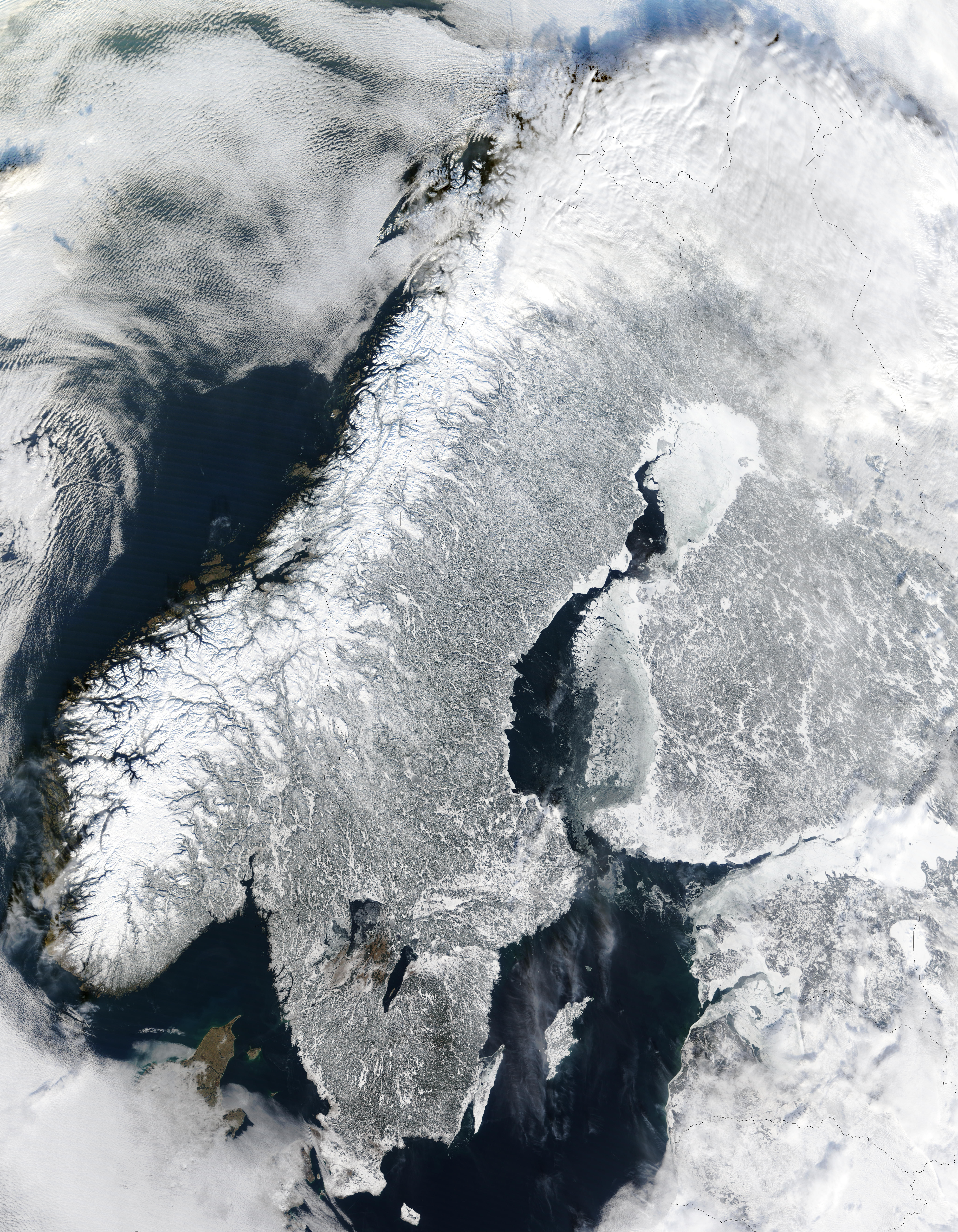
スカンディナヴィア地方には典型的な氷河時代の氷河作用の影響を受けた地形が見られ、フィヨルドや氷河湖はその一例である。

最終氷期は8,000年以上前に終わった一方、その影響は今日においても感じることができる。たとえば、カナダ（北極諸島）、グリーンランド、ユーラシア大陸北部および南極大陸では、移動する氷が風景を切り開いた。迷子石、ティル（氷礫土）、ドラムリン（氷堆丘）、エスカー、フィヨルド（峡湾）、ケトル湖、モレーン（氷堆石）、カール（圏谷）、ホルン（氷食尖峰）などは、氷河が残した典型的な特徴である。
氷床は非常に重いので、地球の地殻とマントルを変形させた。氷床が解けた後、氷に覆われていた陸地は隆起した。地球のマントルの粘度が高いために、隆起過程を制御するマントルの岩石の流れはかなり遅く、今日の隆起地域の中心付近では約1 cm/年の割合である。
氷河発達期には、海から海水が取水されて高緯度地域で氷を形成することで全球の海水準は約110メートル下がり、大陸棚が露出して大陸間に陸橋が形成され、動物が移動するようになった。氷河後退期には、氷が解けることで水が海へ還り、海水準は上昇した。このプロセスは海岸線や水和系の急変を引き起こし、新たに海中に沈んだ陸地、海上に現れた陸地、湖の塩化を引き起こす氷ダムの決壊、新しい氷ダムが作り出す広大な淡水地域、そして地域的な気象パターンの全般的な変化のような、規模は大きいが一時的な結果を生む。また、一時的な氷河の再発達を引き起こすことさえある。この種の急速に変化する陸地、氷、海水、淡水の混沌としたパターンは、現在の海岸線が有史以前の過去数千年間でしか達成されていない最終氷期最盛期の終わり頃の北アメリカ大陸中央部の大部分のほか、バルト地方やスカンディナヴィア地方がもっともなモデルとして提案されている。また、スカンディナビア地方に面する海面上昇の影響により、かつて、現在の北海の大部分の下に存在し、ブリテン諸島とヨーロッパ大陸をつないでいた広大な大陸の平原が海に沈んだ。
地表の氷が解けてできた水の再分配とマントルの岩石の流れは、地球の慣性モーメントの分布の変化だけでなく、重力場をも変化させた。慣性モーメントに対するこれらの変化は、地球の自転の角速度、軸、ぐらつきをもたらしている。
再分配された表面質量はリソスフェアに荷重をかけて屈曲させ、地球内部に応力を加える。氷河の存在は一般的に断層の運動を下方に押しつけた。しかし、氷河後退期には断層は地震を誘発する加速すべりを経験する。氷縁付近で誘発された地震は、今度は氷山からの氷塊の分離を加速させるかもしれず、ハインリッヒ・イベントを説明するかもしれない。より多くの氷塊が氷縁付近で分離されるほど、より多くの大陸プレート内地震が誘発され、この正のフィードバックは氷床の急速な崩壊を説明するかもしれない。
ヨーロッパでは、氷河の侵食作用と、氷河の重さによるアイソスタシーに伴う沈降によりバルト海が形成された。なお、氷河時代以前は、現在のバルト海の辺りは全土が陸地で、降水はエリダヌス川によって排水された。

## 最近の氷期・間氷期と最終氷期

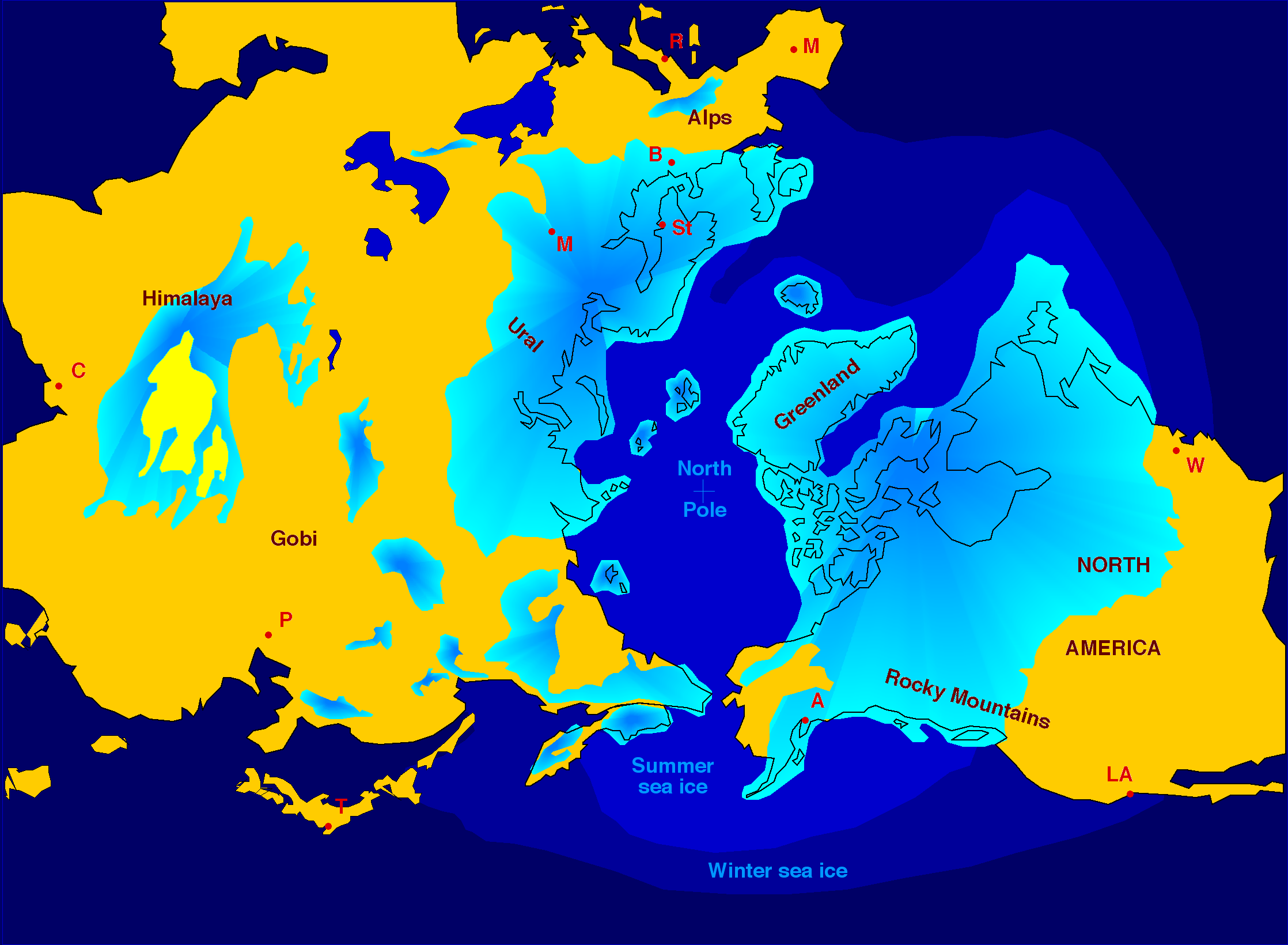
最終氷期中に北半球で氷河が発達した範囲。厚さ3kmから4kmの氷床が形成されたため、海水準が約120m低下した。

更新世の氷期と間氷期には名前がつけられている。最近のものから新しい順に並べられている（年代は1000年BP）。北米、北欧、アルプス（ドイツ）、ロシア、イギリス、イタリア、南米、ニュージーランドの研究者は別の名称を使ってきた。日本ではアルプス名を使うことが多い。
| 北米         | 北欧                | アルプス    | 日本     | 氷/間氷 | 年代    |
| ------------ | ------------------- | ----------- | -------- | ------- | ------- |
|              |                     |             | 後氷期   | 間氷期  | 15–     |
| Wisconsinian | Weichsel or Vistula | Würm        | ヴュルム | 氷期    | 15–70   |
| Sangamon     | Eemian              | Riiß-Würm   |          | 間氷期  | 70–130  |
| Illinoian    | Saale               | Riß (Riss)  | リス     | 氷期    | 130–180 |
| Yarmouth     | Holstein            | Mindel-Riß  |          | 間氷期  | 180–230 |
| Kansan       | Elster              | Mindel      | ミンデル | 氷期    | 230–300 |
| Aftonian     | Cromer              | Günz-Mindel |          | 間氷期  | 300–330 |
| Nebraskan    | Elbe                | Günz        | ギュンツ | 氷期    | 330–470 |
|              | Waalian             |             |          | 間氷期  | 470–540 |
|              | Weybourne           | Donau II    | ドナウII | 氷期    | 540–550 |
|              | Tiglian             |             |          | 間氷期  | 550–585 |
|              |                     | Donau I     | ドナウI  | 氷期    | 585–600 |

ただし、氷河時代は場所と時間の別により、さらに細かく区分されることがある。たとえば、リス (Riß) 氷期（18万年前から13万年前）とヴュルム (Würm) 氷期（7万年前から1万年前）は、特にアルプス地方の氷期を指していうときの区分である。氷床が最も拡大したときの範囲は、完全な隔たりがあるために保たれていない。これは各氷期での研磨作用によって、（年代的に）前の氷床の痕跡のほとんどがほぼ完全に消し去られてしまいやすいからであるが、例外として、後の氷床が前の氷床を完全に覆い尽くすことがなかった地域では、古い方の氷床の痕跡がみられる。
南北の大陸氷床の発達により、最近の氷期・間氷期では海水準が大きく変動したことが知られている（ただし時代を遡ると地殻変動の影響が無視できなくなる）。蒸発した海水が両極に氷床として固定されるため、地上の海水の体積全体が減少し、結果として世界的に海水準が低下する。反対に氷期の終了に伴って融解水が海洋に還元されると海水準は上昇する。海洋酸素同位体ステージによって示される氷床量の変動は、特に新しい時代になるにつれて、世界的な海水準の変動を反映しているといって良い（上記「過去500万年間の氷期・間氷期の変動を示す堆積物の記録」グラフ参照）。その変動幅は最近の氷期では100m以上におよぶ。
日本近海では、太平洋と日本海を結ぶ海峡の深度が浅いため、少なくとも過去数十万年の間の氷期では、海水準の低下に伴って対馬暖流の流入が止まり、気候に大きく影響を与えた。氷期には寒冷化のために亜寒帯林が西日本まで分布していた。また、対馬暖流が流入しないため（現在の日本海側の降雪は対馬暖流の蒸発量に影響を受ける）氷河は日本アルプスおよび北日本の高地にわずかに発達するのみであった。それでも、これらの氷河が最終氷期に形成したカールやモレーンなどの氷河地形は現在の日本アルプスや日高山脈で明瞭に確認することができる。
最も新しい氷期は最終氷期とも呼ばれる。最終氷期の終了後、人類が定住し農業が発展するという出来事が起こった。このことは農業の発達が人類の生活様式と深い関係があるということであろう。

## 亜氷期と亜間氷期
氷期もしくは間氷期が続く間に、更に細かな気候の変動が見られることがある。寒冷な時期を亜氷期 (stadial)、温暖な時期を亜間氷期 (interstadial) と呼ぶ。最終氷期終了前後から現在にかけてはヨーロッパの泥炭湿地で発見された花粉層序がしばしば用いられ、現在では最終氷期の終了から後氷期にかけての気候変化を表現する際に幅広く使われている。
| 花粉帯   | 花粉層序                            | 年代                | 植生                               | ヨーロッパの考古学的時代区分       | 気候                      |
| -------- | ----------------------------------- | ------------------- | ---------------------------------- | ---------------------------------- | ------------------------- |
| Ia       | オールデストドリアス (Oldest Dryas) | 13,000 - 10,500 BCE | ツンドラ                           | 後期旧石器時代後半                 | 寒冷（亜氷期）            |
| Ib       | ベーリング (Bølling Oscillation)    | 10,500 - 10,000 BCE | park ツンドラ                      | 後期旧石器時代後半                 | 冷涼-やや温暖（亜間氷期） |
| Ic       | オールダードリアス (Older Dryas)    | 10,000 - 9,800 BCE  | ツンドラ                           | 後期旧石器時代後半                 | 寒冷（亜氷期）            |
| II       | アレレード (Allerød Oscillation)    | 9,800 - 8,800 BCE   | ツンドラ、カバノキ林               | 後期旧石器時代後半                 | 温暖（亜間氷期）          |
| III      | ヤンガードリアス (Younger Dryas)    | 8,800 - 8,300 BCE   | ツンドラ                           | 後期旧石器時代後半                 | 寒冷（亜氷期）            |
| IV       | プレボレアル (Pre-Boreal)           | 8,300 - 7,700 BCE   | カバノキ林                         | 後期旧石器時代-前期/中期中石器時代 | 冷涼（亜間氷期）          |
| V and VI | ボレアル (Boreal)                   | 7,700 - 5,500 BCE   | マツ/カバノキ林混合林の増加        | 中石器時代                         | 温暖乾燥（亜氷期）        |
| VII      | アトランティック (Atlantic)         | 5500 -3000 BCE      | ナラ類の混合林                     | 新石器時代-青銅器時代              | 温暖湿潤（亜間氷期）      |
| VIII     | サブボレアル (Sub-Boreal)           | 3000 - 500 BCE      | ナラ類の混合林                     | 青銅器時代-鉄器時代                | 温暖乾燥（亜氷期）        |
| IX       | サブアトランティック (Sub-Atlantic) | 500 BCE-現在        | 草本類、マツ類、海岸性森林帯の拡大 | 鉄器時代                           | 冷涼-温暖湿潤（亜間氷期） |

## 火星における氷河時代
2016年、最近で最大の火星の氷河時代の存在を示す証拠が科学誌 Science に掲載された。その内容は、ちょうど37万年前には、火星は赤いというより白く見えただろうというものである。